# Betula pamirica
Betula pamirica är en björkväxtart som beskrevs av Dmitrij Litvinov. Betula pamirica ingår i släktet björkar, och familjen björkväxter. IUCN kategoriserar arten globalt som sårbar. Inga underarter finns listade.